# 古巴自由联盟
古巴自由聯盟（西班牙語：Unión Liberal Cubana）是古巴的一個主張自由主義和反共主義的政黨。该党的政治立場是中间。该党隸屬於自由党国际。